# Hoppin' John

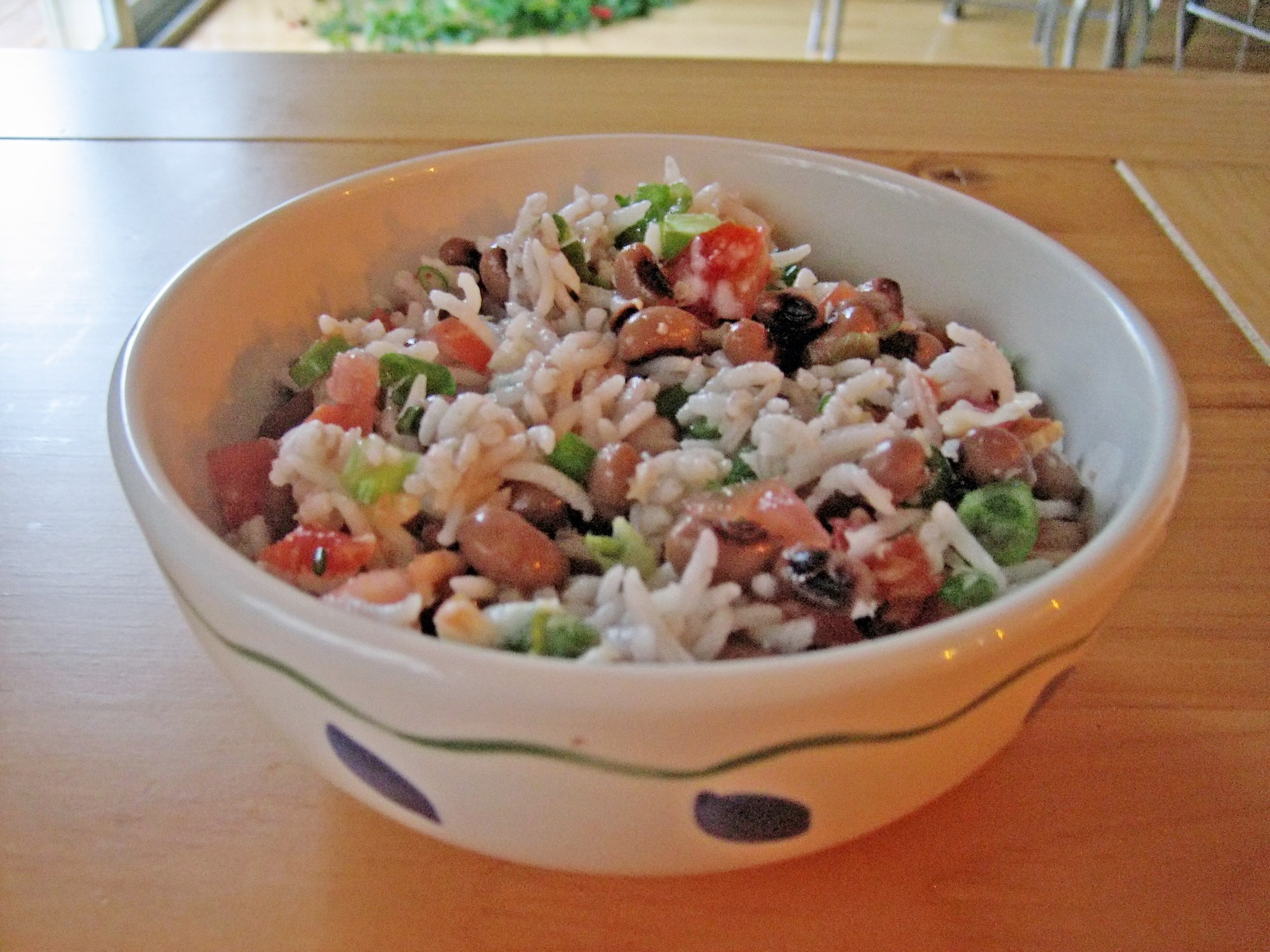
Hoppin' John.

Hoppin' John es la variante del sur de los Estados Unidos del tradicional plato de arroz y judías (frijoles) del África Occidental. Consiste en caupíes (o guisantes) y arroz, con cebolla picada y panceta en tiras, condimentado con un poco de sal. Alguna gente emplea ham hock o fatback en lugar de panceta normal, unos pocos añaden pimiento morrón o vinagre y especias. Lo habitual es emplear caupíes, usándose los más pequeños guisantes en el Low Country de Carolina del Sur y Georgia. 
En toda la costa sur, se cree que comer Hoppin' John en Año Nuevo propicio un año próspero lleno de suerte.

## Variantes
Se cree que los distintos platos de arroz y judías presentes en Sudamérica y el Caribe son comidas típicas de esclavos de la primera época colonial. Algunas variantes son el Hoppin' Juan, que emplea judía negras cubanas en lugar de caupíes, y la feijoada brasileña, que emplea frijoles negros.

## Etimología
Los orígenes del nombre son inciertos. La primera referencia en el Oxford English Dictionary es de un libro de viajes del siglo XIX escrito por Frederick Law Olmsted, A Journey in the Seaboard Slave States: «El mayor lujo que conocen es un estofado de panceta y guisantes, con pimiento rojo, al que llaman ‘Hopping John’.» También hay una receta del plato en The Carolina Housewife de Sarah Rutledge, que fue publicado en 1847.